# 劉沔
劉 沔（りゅう べん、782年 - 846年）は、唐代の軍人。字は子汪。本貫は徐州彭城県。

## 経歴
左驍衛大将軍の劉廷珍の子として生まれた。幼くして父を失い、振武軍節度使范希朝の下で牙将となった。若くして李光顔に仕えて帳中親将となった。元和末年、李光顔が呉元済を討つと、劉沔はつねに先鋒として用いられた。呉元済の部将の董重質が騾子軍を率いて洄曲を守っていたが、劉沔はこれと白兵戦して撃破した。呉元済の乱が鎮圧されると、劉沔は李光顔に従って入朝した。憲宗に宿衛として留められ、三将軍を歴任した。塩州刺史・天徳軍防禦使となり、西北辺境で軍功を重ねた。
大和末年、河西の党項羌が反乱を起こした。劉沔は天徳軍を率いてその首長を殺害し、振武軍節度使に転じた。検校右散騎常侍・単于大都護をつとめた。開成3年（838年）、党項羌がまた河西を騒がせた。劉沔は吐谷渾・契苾・沙陀3部落などの諸族1万人・3000騎を率いて、銀州・夏州で党項羌を襲撃し、これを撃破した。捕虜1万ほどを得て、凱旋した。功績により検校戸部尚書を加えられた。会昌元年（841年）、回紇が飢え、烏介可汗は太和公主（憲宗の娘で、崇徳可汗の可敦）を盾に天徳軍に糧を求めた。振武軍の保大柵・杷頭峰を過ぎ、雲州・朔州・雁門関を侵犯した。唐の朝廷は太原府を守るため、劉沔を河東節度使・検校尚書左僕射・太原尹・北都留守に移した。劉沔は武宗の命を受けて幽州節度使の張仲武と協力して回紇を討ち、太和公主を長安に帰らせた。功により検校司空に位を進めた。ほどなく滑州刺史・義成軍節度使に転じた。
会昌4年（844年）、昭義軍節度使の劉従諫が死去し、弟の劉従素の子の劉稹がその喪を隠して、軍務を専断し、節度使の位を要求した。武宗は怒って、忠武軍節度使の王宰や徐州節度使の李彦佐らに命じて、沢潞南面招討使をつとめさせた。劉沔は再び河東節度使となり、沢潞北面招討使をつとめた。劉沔は張仲武と合わず、幽州に出征することになって、鄭滑節度使に移され、検校司徒に位を進めた。会昌5年（845年）、病のため洛陽に帰りたいと求め、節度使から退任して太子少保となった。会昌6年（846年）、太子太傅として致仕し、死去した。享年は65。司徒の位を追贈された。

## 伝記資料
- 『旧唐書』巻161 列伝第111
- 『新唐書』巻171 列伝第96